# Episodi di Cavaliere per caso (quinta stagione)
La quinta stagione della serie televisiva statunitense Cavaliere per caso, composta da 10 episodi, è stata trasmessa negli Stati Uniti, su BYU Television dal 21 marzo al 23 maggio 2021.
In Italia la stagione verrà trasmessa dal 21 marzo 2022 su Super!
| nº | Titolo originale               | Prima TV USA   | Titolo italiano                          | Prima TV Italia |
| -- | ------------------------------ | -------------- | ---------------------------------------- | --------------- |
| 1  | Forks Up                       | 21 marzo 2021  | Forchette su                             | 21 marzo 2022   |
| 2  | The Clapper                    | 28 marzo 2021  | Il battitore                             | 21 Marzo 2022   |
| 3  | What's Amiss?                  | 4 aprile 2021  | Che cosa è male?                         | 28 Marzo 2022   |
| 4  | Brodogg                        | 11 aprile 2021 | Brodogg                                  | 28 Marzo 2022   |
| 5  | Who is The Memory Thief Part 1 | 18 aprile 2021 | Chi è il ladro di memoria? Prima parte   | 4 Aprile 2022   |
| 6  | Who is The Memory Thief Part 2 | 25 aprile 2021 | Chi è il ladro di memoria? Seconda parte | 4 Aprile 2022   |
| 7  | Flashback                      | 2 maggio 2021  | Flashback                                | 11 Aprile 2022  |
| 8  | The Scrying Pool               | 9 maggio 2021  | La piscina di scrying                    | 11 Aprile 2022  |
| 9  | The Finale Part 1              | 16 maggio 2021 | Il finale: Prima parte                   | 18 Aprile 2022  |
| 10 | The Finale Part 2              | 23 maggio 2021 | Il finale: Seconda parte                 | 18 Aprile 2022  |

## Forchette su
- Titolo originale: Forks Up
- Diretto da: Brad Tanenbaum
- Scritto da: LeeAnne H. Adams & Brian J. Adams

### Trama
Jacopo porta Nick Reeves dalla Woodside Food Network per cercare di ottenere qualche promozione positiva per la Swine and Slosh Tavern, ma se non può ottenere una nuova patronalità, il suo gruppo di investitori, che includono tutte le donne senior di Woodside, potrebbe essere spinto in bancarotta. Tra l'intrattenimento che Nick deve sopportare ci sono lo spettacolo di cene di rissa a bordo taverna, un Hexela che canta con le sue pozioni riducenti l'età, Chlodwig che cerca di entrare in una faida con l'IRS perché l'IRS è costato a Hellibad la taverna, una torta di pentole a forma di marmotta e il barbiere / dentista della città vecchia Anson Swift.
- Altri interpreti: Josh Breslow (Jacopo, Marc Farley (Barkeep), Gary Kasper come Eberulf the Ogre), David de Vries (Nick Reeves), Matan Friedman e Ori Friedman (bambino Nick Reeves), Lynn Wonless (Mrs. Brinkelhurst), Debra Nelson (Mrs. Tenney), Marjorie Ocho Kouro (Mrs. Walton), Sean Baker (Anson Swift).

## Il battitore
- Titolo originale: The Clapper
- Diretto da: James Wahlberg
- Scritto da: LeeAnne H. Adams & Brian J. Adams

### Trama
Quando Dwight viene messo sotto un incantesimo da Agravain che lo trasformerà in campione per una principessa elfa in visita Pridwyn, sta a Gretta trovare un piano che liberi Dwight dalla sua nuova prigione. Tuttavia, non farlo potrebbe allontanare Dwight dai suoi amici e dai suoi cari per sempre. Nel frattempo Baldric è alla ricerca di un stravagante tube man ondulato per Gretta a causa del suo comando reale, ma il fatto che lei lo abbia costretto a farlo con il comando reale porterà i due a separarsi.
- Altri interpreti: Josh Breslow (Jacopo), Marc Farley (barista), Gary Kasper (Eberulf the Ogre), Marcia Harvey (Pridwyn), Justin Miles (Agravain), Kara Cantrell (proprietario del negozio), Holly Britt (The Piper).

## Che cosa è male?
- Titolo originale: What's Amiss?
- Diretto da: Bengt Jönsson
- Scritto da: LeeAnne H. Adams & Brian J. Adams

### Trama
Baldric ed Hexela vanno in missione per trovare una rara erba magica disponibile solo per 6 ore solo per imbattersi nei soldati di pietra che hanno fatto sì che Baldric lanciasse l'incantesimo dei campioni. Dopo aver indagato, apprendono che una strega della congrega di Hexela lanciò un incantesimo di livrea che le costò la vita e finì per causare il caos per Baldric e Gretta. Nel frattempo Gretta apre un forziere dal fratello di Baldric che finisce per gettare lei e la casa su un'isola in mare, e non sembra far capire a Dwight o Baldric i suoi problemi.
- Altri interpreti: Brian S. Lewis (Mr. Hammond), Josh Breslow (Jacopo), Nicky Buggs (Vika), Aisha Duran (Daryna).

## Brodogg
- Titolo originale: Brodogg
- Diretto da: Brad Tanenbaum
- Scritto da: LeeAnne H. Adams & Brian J. Adams

### Trama
Brodogg ritorna sostenendo che vuole imparare a fare il mago di corte, ma quando Gretta lo vede rubare pagine dai libri di incantesimi di Baldric, l'equipaggio decide che deve catturarlo e imparare per cosa è veramente lì. Dopo essere stato affrontato Brodogg rivela di essere un truffatore e che sta spiando qualcuno che indossa un anello con la famiglia crest della Casa di Moondragon, un anello che era di proprietà del padre di Gretta. Baldric decide di accompagnare Brodogg per imparare esattamente perché questo sconosciuto straniero vuole costruire una piscina di scrimoria. Quando Baldric e Brodogg ritornano dall'incontro, Dwight e Gretta imparano che questo misterioso individuo non è altro che il Ladro di Memoria, e ha appena rubato i ricordi di Baldric e Brodogg.
- Altri interpreti: Chris Gann (Brodogg), Bonita Friedericy (Nana).

## Chi è il ladro di memoria? Prima parte
- Titolo originale: Who is The Memory Thief Part 1
- Diretto da: Brad Tanenbaum
- Scritto da: LeeAnne H. Adams & Brian J. Adams

### Trama
Arriva il pranzo annuale di apprezzamento degli insegnanti. Dwight ha fatto in modo che Brodogg eseguiva la magia per tutti, ma quando il Demone della Velocità ritorna e porta Baldric via il gruppo insegue. Quando vengono a Dwight e Gretta sono vestiti da calciatori, e Jacopo è vestito da Woody la Marmotta. Dwight e Gretta non hanno ricordi di quello che è successo, ma Jacopo e Brodogg lo fanno. Gli eventi portano tutti a scoprire l'identità del ladro di memoria.
- Altri interpreti: Josh Breslow (Jacopo), Chris Gann (Brodogg), Christian Gabriel Anderson (Zeke), Brian S. Lewis (Mr. Hammond), Larry Bagby (principale shoemaker), Dayna Bielenson (insegnante femminile), Jacques Buckingham (insegnante maschile), Ashley N. Green (studentessa).

## Chi è il ladro di memoria? Seconda parte
- Titolo originale: Who is The Memory Thief Part 2
- Diretto da: Brad Tanenbaum
- Scritto da: LeeAnne H. Adams & Brian J. Adams

### Trama
Torniamo indietro nel tempo e impariamo come il signor Hammond è diventato l'insegnante di storia. Mentre lo seguiamo durante tutto il suo tempo a Woodside apprendiamo ogni volta che è stato con Baldric e Gretta è entrato nella memoria di Baldric per rubare come creare una piscina di scrying perché Baldric è l'unico mago ad averlo fatto. Dwight e la compagnia decidono di mandare Jacopo a casa di Gretta in modo che una persona non abbia la memoria rubata. Mentre lì Jacopo trova un libro che mostra che hanno affrontato Mr. Hammond più di 50 volte. Nell'ultimo confronto, Hammond rivela di aver bisogno del ricordo di come creare una piscina di scritto in modo da poter uccidere Gretta. Quando il gruppo torna a casa senza i loro ricordi Jacopo li aiuta a rendersi conto che hanno bisogno di un nuovo approccio. Gretta ricorda che Il Contrarian aveva rivelato che avrebbe potuto dare loro più assistenza una volta che avessero sapere la risposta di chi fosse il ladro di memoria, così nacque un nuovo piano.
- Altri interpreti: Larry Bagby (Principale Shoemaker), Brian S. Lewis (Mr. Hammond), Josh Breslow (Jacopo), Chris Gann (Brodogg), Christian Gabriel Anderson (Zeke), Troy Warner (The Voice of the Speed Demon), Aniston Campbell (Little Gretta).

## Flashback
- Titolo originale: Flashback
- Diretto da: Alec Smight
- Scritto da: LeeAnne H. Adams & Brian J. Adams

### Trama
Il Contrarian rivela come ognuno può ottenere i propri ricordi. Mentre il gruppo cerca i fiori di Forget Me Not, vengono accolti da Macklyn e Morgana. Morgana rivela che la strega che era responsabile dell'uccisione di uno dalla congrega non era altro che Ragana, che sembra essere un amante di Hammond. Il gruppo si dirige verso la Eastwood High, e con l'aiuto dell'incantesimo magnetico di Morgana sono in grado di confrontarsi con Hammond e riconquistare i loro ricordi. Tra i ricordi ci sono la verità di una piscina di grida, come la Regina fu trasformata in un albero invincibile, la relazione di Hammond con Gretta, come il re fu consegnato alle fate e come Baldric divenne il guardiano di Gretta usando la magia proibita. Mentre Hammond e Ragana fuggono, Macklyn si rende conto che deve radunare tutte le forze che può se vogliono proteggere Gretta dal suo più grande male di sempre.
- Altri interpreti: Eric Mendenhall (Contrarian), Andrew Pifko (Macklyn the Fox), Abbie Cobb (Ragana), Brian S. Lewis (Mr. Hammond), Troy Warner (The Voice of the Speed Demon), Aniston Campbell (Little Gretta), Lesa Wilson (The Queen).

## La piscina di scrying
- Titolo originale: The Scrying Pool
- Diretto da: Alec Smight
- Scritto da: David Drew Gallagher

### Trama
Riprendendo da dove era stata lasciata la scorsa settimana, il gruppo torna a casa di Gretta dove sono raggiunti da Chlodwig. Il gruppo ha un orologio pronto in modo che Hammond non possa tendergli un'imboscata. Durante il secondo orologio Baldric si rende conto che hanno intenzione di costruire una piscina di scrimoria. Il gruppo si precipita nella prigione di Hammond nel seminterrato del liceo, ma arrivano troppo tardi. Ragana e Hammond hanno completato la piscina di scritto. Hammond cerca di rubare i ricordi dei gruppi in modo che non possano seguirlo, ma il potere Dimentichimi non gli impedisce di farlo. Non vedendo altra scelta Hammond e Ragana saltare in piscina e viaggiare verso il passato. Dwight cerca di guidare il gruppo nel passato, ma Baldric lo ferma e rivela che Dwight non può unirsi a loro perché non era vivo in passato. Quando Dwight si rende conto che può dimenticare tutti, usa gli Forget Me Nots per conservare i suoi ricordi di loro per sempre. Uno per uno Baldric, Hexela, Chlodwig e infine Gretta usano la piscina. Poco prima che Gretta svanise, Dwight inizia ad ammettere di amare Gretta, ma viene interrotto dai titoli di coda.
- Altri interpreti: Abbie Cobb (Ragana), Brian S. Lewis (Mr. Hammond), Josh Breslow (Jacopo nel flashback).

## Il finale: Prima parte
- Titolo originale: The Finale Part 1
- Diretto da: Brad Tanenbaum
- Scritto da: LeeAnne H. Adams & Brian J. Adams

### Trama
Dwight lotta mentre tutti i segni di Gretta e compagnia sono cessati. Mentre visita l'Albero della Regina, lei mette Dwight a dormire e gli dice di riportarla indietro. Il giorno dopo la sua classe visita i nuovi geroglifici di Woodside che sono un'immagine della chiamata di pipistrello di Gretta. Dwight si precipita alle rovine del castello e scava fino a quando non cade ed è in grado di svegliare di nuovo Gretta. Dopo che Dwight e Gretta baciano Baldric arriva e li informa che deve salvare Hexela. Mentre Baldric se ne va seguiamo Gretta e Baldric fino al passato. In passato Gretta si è rendendo conto che non vedrà mai più Dwight. Tuttavia, quando Baldric visita l'Albero della Regina, lei lo mette a dormire e gli dice al risveglio di lanciare l'incantesimo Champions perché Dwight è l'unico che saprà sconfiggere Hammond. Dwight è all'oscuro di come farlo, ma pensa che alcuni sangue falso acquisiti di recente possano contenere la chiave. Poi andiamo da Hammond e Ragana. Al risveglio piangono per il loro fallimento e giurano di costruire una nuova piscina di scrittografamento per viaggiare di nuovo. Quando un Hexela legato dice che sarebbe tornato indietro e avrebbe lanciato di nuovo l'incantesimo Champions, Hammond si rende conto di aver bisogno di un nuovo piano. Decide di ricostruire Rogomore nel presente, e con un esercito di solidi di pietra che prenderemo vita a Sundown potrebbe avere successo. Prima però deve recuperare Gretta per la resa dei conti finale.
- Altri interpreti: Christian Gabriel Anderson (Zeke), Bonita Friedericy (Nana), Lesa Wilson (The Queen), Gary Kasper (Eberulf the Ogre), Brian S. Lewis (Mr. Hammond), Abbie Cobb (Ragana), Drew Scheid (Charles), Marley Aliah (Militsa nel flashback), Laimarie Serrano (Ms. Hernandez), Marcia Harvey (Pridwyn nel flashback), Justin Miles (Agravain nel flashback).

## Il finale: Seconda parte
- Titolo originale: The Finale Part 2
- Diretto da: Brad Tanenbaum
- Scritto da: LeeAnne H. Adams & Brian J. Adams

### Trama
Dwight e Gretta arrivano a Woodside dove Dwight reintroduce Gretta nel drama club. Poco dopo Hammond arriva e inizia un combattimento con la spada con Gretta. Dwight e Gretta sono in grado di fuggire e Dwight si rende conto che quando la Regina dice di riportarla indietro, intendeva che Dwight portasse Gretta all'Albero della Regina. Nel frattempo Baldric arriva per liberare Hexela, ma Hexela lo fa fermare in modo che non cada in una trappola per streghe. Hexela rivela come ha salvato Yedza ma è stata catturata da sola, ma prima che Baldric possa trovare un modo per liberare il suo Ragana ritorna e inizia una lotta magica. Torniamo a Dwight e Gretta, che sono arrivati al Queen Tree. La Regina fa ad adesare Gretta e comunica con lei prima dell'arrivo di Hammond. Quando Hammond arriva scoppia un nuovo combattimento con la spada, ma con l'aiuto di Dwight Hammond colpisce accidentalmente l'Albero della Regina con la sua spada permettendole così di vaporizzarlo per aver cercato di abbatterla. Dopo il combattimento Chlodwig arriva con l'aiuto che aveva cercato: Macklyn la Volpe e Lady Ermingarde nelle loro forme Fox e Dragon. Torniamo al combattimento magico che facciamo, e Baldric è in grado di usare uno specchio per far sì che uno degli incantesimi di Ragana rifletta indietro e lei e la intrappola. In seguito usa il pugnale di Ragana per liberare Hexela e poi si propone a Hexela. Accetta di diventare sua moglie prima di convocare il Tribunale delle Streghe. Con la testimonianza di Yedza, Ragana viene giudicato colpevole. Un incantesimo viene quindi lanciato su di lei che la trasforma in una vecchia hag e la spoglia della sua magia. Il gruppo torna quindi a Woodside, riacquista la casa, sconfigge i troll che invadono, e finalmente rendersi conto che quasi ogni avventura in cui sono stati dovrà essere ripetuta quando Jacopo tornerà e cerca di mettere un incantesimo su Gretta con la sua musica.
- Altri interpreti: Brian S. Lewis (Mr. Hammond), Abbie Cobb (Ragana), Drew Scheid (Charles), Jessica Craig (Juliet), Lesa Wilson (The Queen), Nicky Buggs (Vika), Aisha Duran (Daryna), Josh Breslow (Jacopo), Candi Vandizandi (Yedza), Sarah Borne (Studentessa), Tim Sitarz (Troll 1), Casey Hendershot (Troll 2), Rabone Hutcherson (Troll 3).